# Kockengen
Kockengen est un village situé dans la commune néerlandaise de Stichtse Vecht, dans la province d'Utrecht. Le 1er janvier 2004, le village comptait 3 330 habitants.
Kockengen était une commune indépendante, jusqu'au 1er janvier 1989. À cette date, elle fut rattachée à la commune de Breukelen. Le 1er mai 1942, Kockengen avait absorbé la commune de Laag-Nieuwkoop.